# Beta Herculis
Beta Herculis (Kornephoros, Korneforos, Rutilicus, 27 Herculis) é uma estrela na direção da Hercules. Possui uma ascensão reta de 16h 30m 13.26s e uma declinação de +21° 29′ 22.7″. Sua magnitude aparente é igual a 2.78. Considerando sua distância de 148 anos-luz em relação à Terra, sua magnitude absoluta é igual a −0.50. Pertence à classe espectral G8III.